# Žana Lelas
Žana Lelas, född 28 maj 1970 i Split, Kroatien (i dåvarande Jugoslavien), död 15 september 2021 i Split, var en kroatisk basketspelare och jugoslavisk representant som var med och tog OS-silver 1988 i Seoul. Detta var Jugoslaviens första medalj i de olympiska baskettävlingarna för damer.